# Giuseppe Bastelli
Giuseppe Bastelli (fine XVII secolo – fine XVIII secolo) è stato uno scultore italiano.

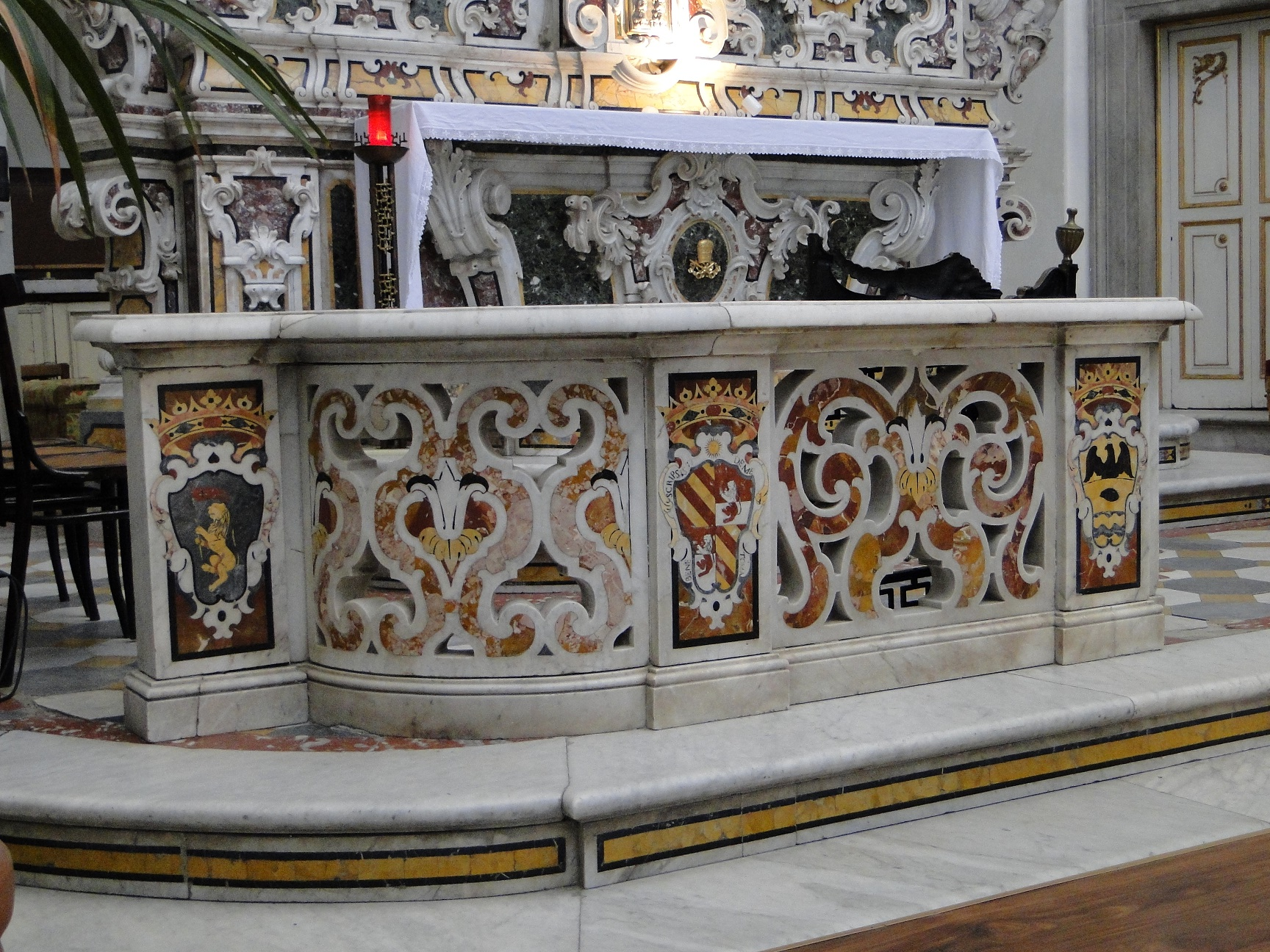
Altare di Giuseppe Bastelli nella chiesa di Santa Maria Egiziaca.

Noto per essere stato uno dei più prestigiosi artisti marmorari napoletani della prima metà del XVIII secolo.

## Opere
Allievo di Domenico Antonio Vaccaro, le sue opere sono documentate a Napoli tra il 1722 al 1745.
Tra le più importanti ricordiamo:
- Presso la Chiesa di Santa Maria Egiziaca a Pizzofalcone[4]:
  - Altare maggiore in marmo, 1739
  - Balaustra rappresentante sei stemmi gentilizi delle famiglie Confalone, Milano, Rocco, Caracciolo, d'Aquino e Rizzo.[5], 1738
  - Cancello di balaustrata con Madonna e bambino in ottone, 1738
  - Cancello di balaustrata con San Giuseppe in ottone, 1738
  - Sportello di tabernacolo in argento, 1738
- A Campi Salentina:
  - Tabernacolo in marmo, 1739
  - Altare maggiore in marmo, 1739
- Presso la Chiesa di San Giuseppe dei Ruffi:
  - Altare in marmo, 1740
  - Mostra d'altare, 1733
  - Mostra d'altare, 1730
  - Altare in marmo, 1730
  - Lapide documentaria, 1734
- Presso la Chiesa del Gesù Nuovo:
  - Pavimento in marmo, 1735
  - Altare con colonne tortili di stile berniniano, in marmo verde, 1737
- Altre:
  - Altare in marmo nella Chiesa della Nunziatella, 1732
  - Pavimento e altre importanti incrostazioni marmoree per altari, cappelle e sacrestia della Basilica di Santa Croce (Torre del Greco)
  - Altare maggiore in marmo e balaustra nella Basilica santuario di Santa Maria della Neve
  - Altare in marmo nella Cattedrale di San Gerardo, 1739
  - Altare in marmo nella Chiesa di San Pietro a Majella, 1735
  - Altare in marmo con due cherubini nella Cattedrale di Trivento, 1743[6]